# Christian Wilberg
Christian Wilberg (20 novembre 1839 à Havelberg - 3 juin 1882 à Paris 10e) est un peintre allemand. 

## Biographie
Wilberg est né en 1839 à Havelberg dans la province de Brandebourg où il vit jusqu'en 1861. Il est à l'origine peintre en bâtiment avant de s'installer à Berlin où il étudie la peinture dans l' atelier d'Eduard Pape (de). Au bout de dix-huit mois, Pape suggère à Wilberg d'étudier plus avant avec Paul Gropius (de), où il acquiert une bonne connaissance de la perspective et de l'architecture. Après avoir terminé son apprentissage sous la supervision d'Oswald Achenbach à Düsseldorf en 1870, Wilberg parcourt le nord de l'Allemagne et passe deux ans à Venise. Même après son retour à Berlin, Wilberg continue de visiter l'Italie, son domaine de prédilection étant l'architecture italienne. Parmi ses œuvres les plus importantes dans ce domaine figurent ses peintures de la basilique Saint-Marc à Venise et de la chapelle Palatine à Palerme. 
En 1880, Wilberg peint un panorama de la golfe de Naples pour l'exposition de la pêche berlinoise, qui lui vaut une reconnaissance parmi les initiés. L'année précédente, il se rendit à Pergame avec le directeur de la Collection d'antiquités classiques de Berlin. C'est ici que Wilberg réalise une série de croquis de l'Acropole qu'il utilise plus tard pour la peinture. Il acquiert de vastes connaissances en architecture ancienne et s'en sert pour concevoir des reconstructions d'immeubles romains, dont l'un est ensuite suspendu au célèbre Café Bauer de Berlin. 
Le dernier grand projet de Wilberg est un grand panorama sur les thermes de Caracalla qu'il a créé pour l'exposition sur l'hygiène à Berlin en 1882. Cette dernière œuvre majeure est incinérée lorsque la salle d'exposition prend feu et que Wilberg n'a que le temps de conserver quelques peintures et dessins. Après l'incendie, Wilberg se rend en France en compagnie de Ludwig Pietsch afin de peindre à Sedan. Sur son chemin, il tombe malade en visitant Paris. Il y meurt peu de temps après. En octobre et novembre 1882, une exposition spéciale comprenant plus de 677 œuvres de Wilberg est présentée à la Galerie nationale de Berlin. Certaines des peintures de cette exposition, la Villa Mondagrone et plusieurs croquis à l'huile à l'aquarelle et à la mine de plomb, sont transférés à la Galerie Nationale. En 1883, Memento Mori, l'un des motifs de Wilberg des montagnes de Sabini en Italie, est présenté à la Gemäldegalerie Alte Meister à Dresde.
Wilberg trouve son dernier lieu de repos à Berlin à l'ancien cimetière Saint-Matthieu, le tombeau est créé par le sculpteur Gustav Eberlein. 

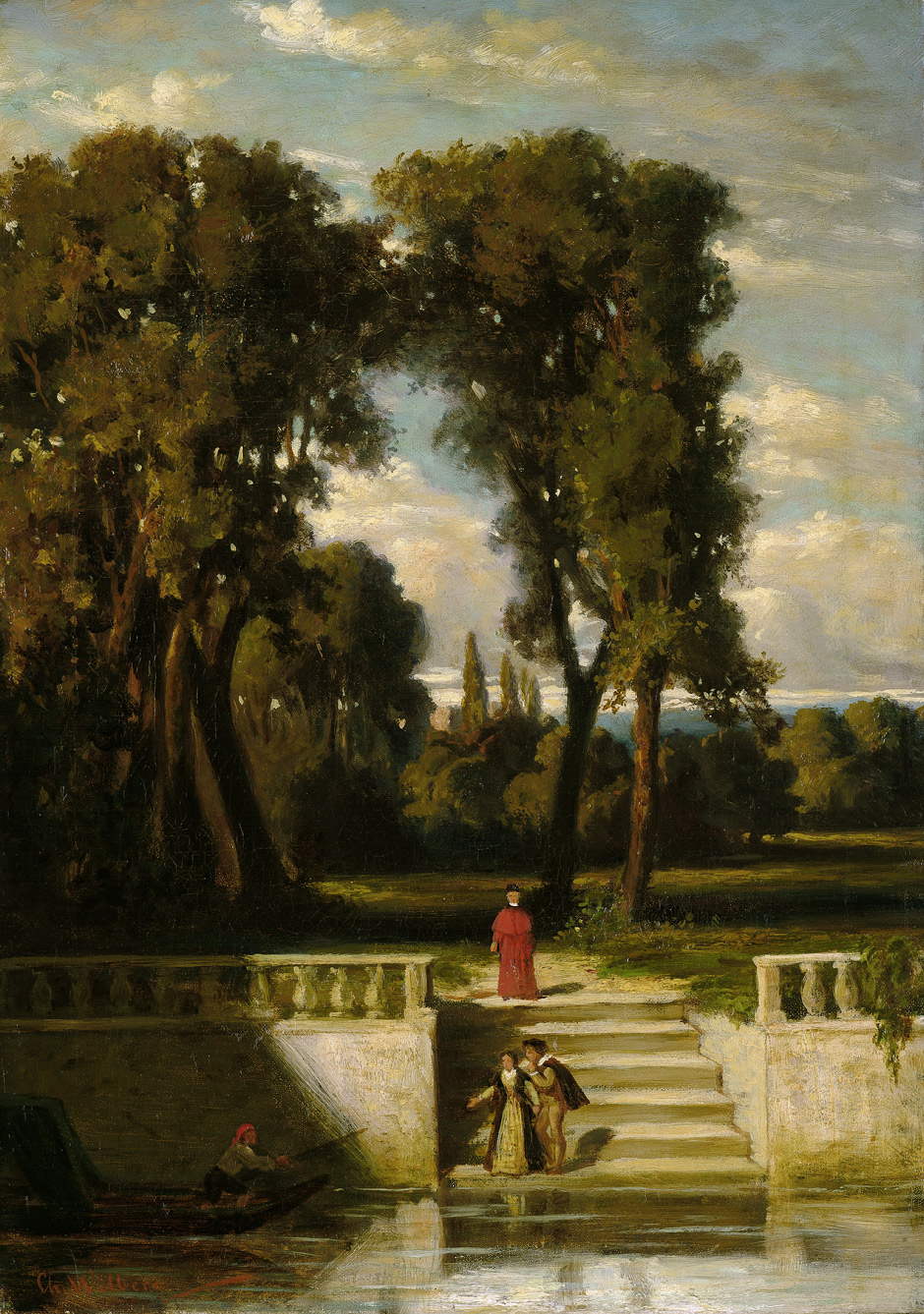
Abendstimmung im Park einer italienischen Villa, vers 1880.
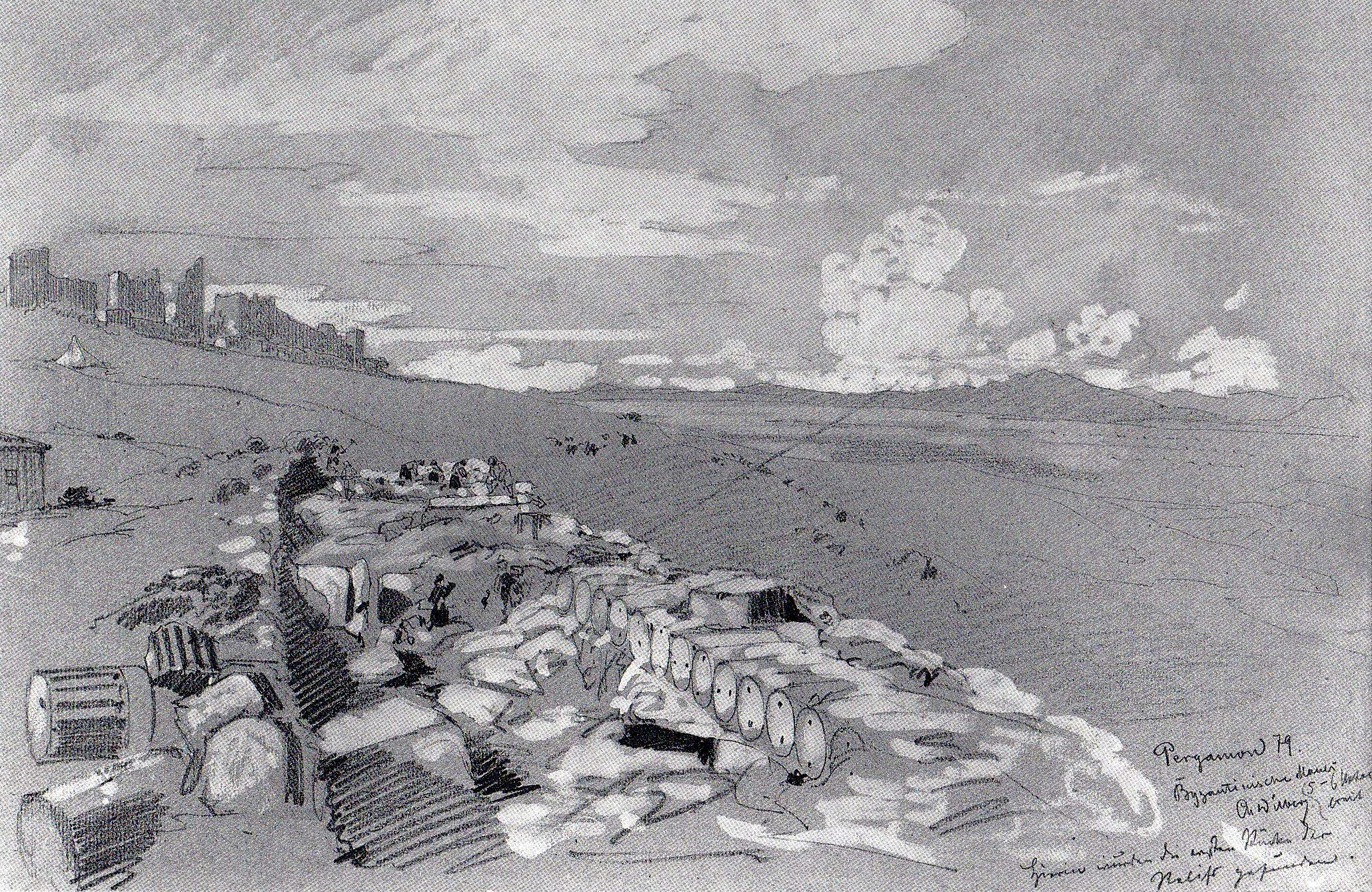
Fouilles au mur byzantin ; Dessin au crayon, rehaussé de blanc; 29,8 × 46,7cm ; Légende: "Mur byzantin. 5-6 mètres de large. Ici les premiers morceaux des reliefs ont été trouvés. Pergame 79".
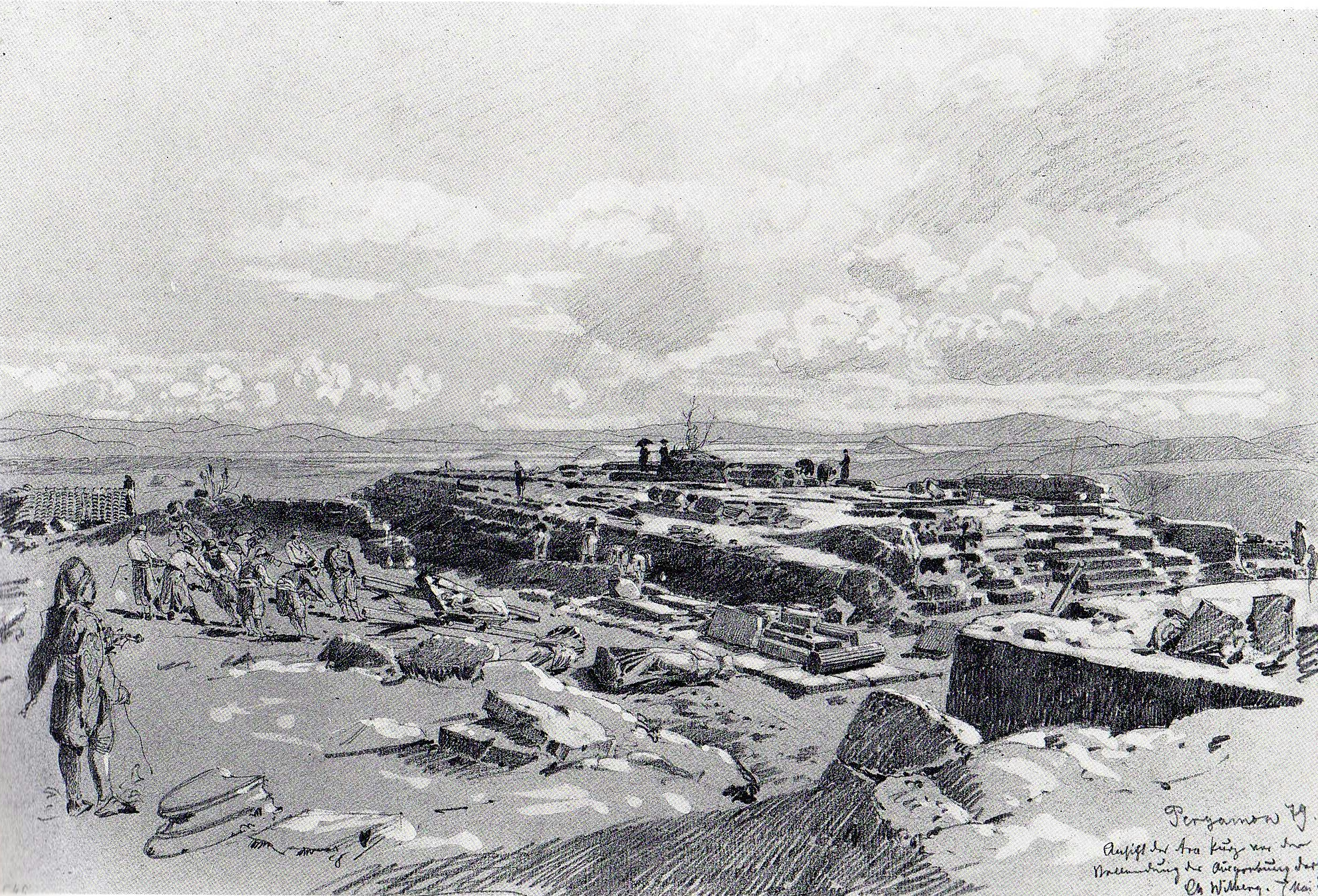
Site de fouilles de l'autel de Pergame ; Dessin au crayon, rehaussé de blanc; 29,9 × 46,6 cm; Légende: "Vue de l’aras juste avant la fin des fouilles. Pergame 79 (mai)".
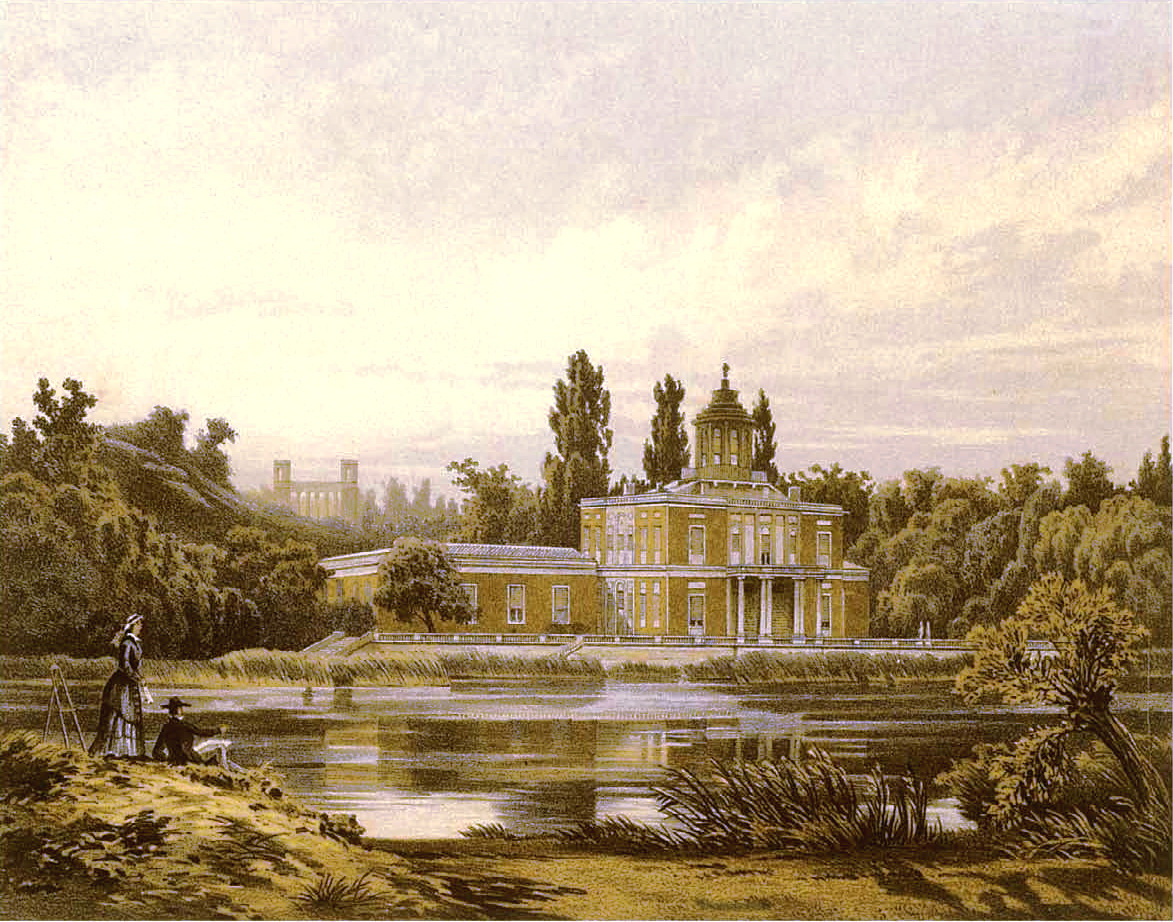
Palais de Marbre de Potsdam, Collection Duncker.